# (17068) 1999 GO19
A (17068) 1999 GO19 a Naprendszer kisbolygóövében található aszteroida. A LINEAR projekt keretében fedezték fel 1999. április 15-én.